# Adosomus
Adosomus  (лат.) — род жесткокрылых семейства долгоносиков подсемейства Lixinae.

## Экология
Головотрубка более или менее округлена в сечении, толстая, без заострённых боковых кантов, срединный киль отсутствует, самое большее он намечен спереди. Тело сверху с белым рисунком.

## Образ жизни
Питается стеблями и корнями полыни и пижмы.

## Виды
В составе рода 9 видов:
- подрод Adosomus Faust, 1904
  - Adosomus karelini (Fåhraeus, 1842)
  - Adosomus roridus (Pallas, 1781)
- подрод Pseudoadosomus Arzanov, 2005
  - Adosomus granulosus Mannerheim, 1825
  - Adosomus koreanus Voss, 1937
  - Adosomus melogrammus (Motschulsky, 1854)
  - Adosomus parallelocollis Heller, 1923
- подрод Xeradosomus  Arzanov, 2005
  - Adosomus albisquama Ter-Minasyan, 1976
  - Adosomus grigorievi (Suvorov, 1915)
  - Adosomus samsonowii (Gebler, 1844)